# 群組技術
群組技術是一種製造技術，人們依生產設備之生產特性和能力，將同性質、製程相似的工件整合並歸類在一起生產。一般製造工廠主要利用零件群組特性，整合生產製程，以降低因頻繁更動模具而造成生產效率不佳的影響，不過群組化生產不太適應個性化生產。一般來說，群組技術適用於下述二點：
- 工廠一般使用傳統批量生產
- 零件能從一個群組變成零件族